# Rhinoleptus koniagui
Rhinoleptus koniagui — вид змій родини струнких сліпунів (Leptotyphlopidae). Мешкає в Західній Африці. Це єдиний представник монотипового роду Rhinoleptus.

## Поширення й екологія
Rhinoleptus koniagui поширені від крайнього півдня Сенегалу, Гамбії та Малі до півдня Гвінеї-Бісау і Гвінеї. Вони живуть у сухих суданських саванах і галерейних лісах, на висоті до 450 м над рівнем моря. Живляться дрібними безхребетними.